# 滬漢蓉旅客専用線
滬漢蓉旅客専用線（こかんようりょかくせんようせん、中文表記: 沪汉蓉客运专线、英文表記: Shanghai–Wuhan–Chengdu Passenger Dedicated Line）は、中華人民共和国の上海市と四川省成都市を結ぶ高速鉄道路線である。2014年7月1日に全線開通した。

## 概要
中華人民共和国の「四縦四横」高速鉄道ネットワーク計画のうちの1本の横路線である。以下の路線から構成される。詳細は下記を参照されたい。
- 滬寧都市間鉄道（上海虹橋駅 - 南京駅・南京南駅）
- 合寧線（南京南駅 - 合肥駅・合肥南駅）
- 合武線（合肥駅・合肥南駅 - 漢口駅）
- 漢宜線（漢口駅 - 宜昌東駅）
- 宜万線の一部（宜昌東駅 - 利川駅）
- 渝利線（利川駅 - 重慶北駅）
- 遂渝線（重慶北駅 - 遂寧駅）
- 遂成線（遂寧駅 - 成都東駅）
- 成渝旅客専用線（重慶駅 - 成都東駅）